# Ostkreuz (Film)
Ostkreuz ist ein deutsches Filmdrama von Michael Klier. Die Uraufführung des Films war am  27. Juni 1991 beim Filmfest München. Der Film erhielt anschließend Einladungen zu den Filmfestivals in Toronto und Locarno und konkurrierte bei letzterem um den Goldenen Leoparden. Am 2. Januar 1992 erschien der Film auch im Kino, nachdem er am 23. Juli 1991 bereits im ZDF ausgestrahlt worden war.

## Handlung
Die 15-jährige Elfie flüchtet mit ihrer Mutter in der Zeit vor der Maueröffnung über Ungarn in den Westen. Da sie nur wenig Geld haben, landen sie zunächst in einem tristen Auffanglager. Der neue Lebensort ist nicht gerade Elfies Traum vom Westen. Für eine neue Wohnung fehlen ein paar tausend Mark für eine Kaution. In der Hoffnung, die Situation zu verbessern, lässt sich Elfies Mutter auf eine Affäre mit einem Kleinunternehmer ein. Elfie begleitet indessen den polnischen Kleinkriminellen Darius auf seinen Streifzügen, um ebenfalls etwas Geld aufzutreiben.
Zusammen mit Darius trifft sie den gleichaltrigen Edmund, der ebenfalls allein ist und nun ziellos durch die Stadt streift. Zögernd kommen die beiden sich näher. Schließlich bekommt Elfie die 3000 Mark für die Kaution zusammen. So kann sie mit ihrer Mutter das Lager  verlassen und erhofft sich weiter westlich ein besseres Leben. Schließlich trennt sie sich jedoch von ihrer Mutter und deren Liebhaber und richtet sich zunächst bei Edmund ein. Dieser lebt in einer Bauruine, mitten im Winter, aber wo sollen sie sonst hin?

## Kritik
Das Lexikon des internationalen Films urteilte, der Film sei eine „bewußte Überhöhung deutsch-deutscher Tristesse, deren kalte Farbfotografie die Gefühlskälte der Personen spiegelt“. Ostkreuz sei „interessant im Ansatz, aber durch die Anhäufung pessimistischer Momentaufnahmen nicht ohne Larmoyanz“.

## Auszeichnungen
Beim Filmfest München gewann der Film den Förderpreis Deutscher Film, Regie (zusammen mit Allein unter Frauen). In Locarno erhielt Ostkreuz den FIPRESCI-Preis sowie eine lobende Erwähnung der  Ökumenischen Jury. 1992 erhielt Michael Klier für den Film den Bayerischen Filmpreis für die beste Regie sowie den Adolf-Grimme-Preis mit Bronze.